# بارینگتون (رود آیلند)
بارینگتون (به انگلیسی: Barrington) حومه و شهرک مسکونی در شهرستان بریستول، رود آیلند واقع شده‌است. بارینگتون ۳۹٫۹ کیلومتر مربع مساحت و بر اساس سرشماری ۲۰۱۰ ایالات متحده آمریکا بالغ بر ۱۶٬۳۱۰ نفر جمعیت دارد و ۲ متر بالاتر از سطح دریا واقع شده‌است.